# Балви (район)
Балви (на латвийски: Balvu rajons) е район в Латвия. Населението на района е 27 296 души, а територията е 2381,2 km2. Балви е организиран на два града и 19 общини, като всяка има местна правителствена власт. Административен център е град Балви.

## Градове
- Балви
- Виляка

### Други населени места
| - Балтинава - Балви (епархия) - Берзакалне - Берзпилс - Брежуциемс - Вектилжа - Вецуми - Виляка (епархия) - Виксна - Жигури |  | - Кришияни - Кубили - Куправа - Лаздукалнс - Лаздулея - Меднева - Ругай - Сусай - Тилжа - Шкилбени |